# مسجد آمنه گل ندوشن
مسجد آمنه گل ندوشن مربوط به سدهٔ ۸ ه.ق است و در شهر ندوشن استان یزد واقع شده و این اثر در تاریخ ۲۶ بهمن ۱۳۷۸ با شمارهٔ ثبت ۲۳۰۱ به‌عنوان یکی از آثار ملی ایران به ثبت رسیده است. شامل اتاقی کوچک است با عمارتی چهارتاقی، مهمترنی اثر تاریخ دار این مسجد قطعه سنگ مرمرین با ابعاد ۴۰در۴۰ سانتی متر است که در حاشیه اول آن بسم الله الرحمن الرحیم، اقم الصلواه...محمودا) سوره اسرا ۷۸
در حاشیه دوم فامر ببنا هذا المسجد المعظم الشریف و عمارتها الصاحب المکرم رین الدین علی بن محمد بن ابراهیم الکحایی اصلح الله شانه و جعل .....
متن : الله اکبر محمد علی حسن حسین فاطمه فی رمضان سنه سبع و سبعین و سبعمائه(۷۷۷ هجری قمری)
دیگر آثار باارزش این مسجد خط نوشته ها و یادگارهای تاریخ دار متعدد بر دیوار مسجد با خط خوش است
متاسفانه سنگ محراب به سرقت رفته و اکنون عکسی از آن در محل نصب است